# Keith Emerson Band
Keith Emerson Band is het studioalbum dat Keith Emerson met een nieuwe muziekgroep in 2008 uitbracht.
Keith Emerson werkte wisselend vanaf 1995 met Marc Bonilla. Deze samenwerking leidde in 2008 tot de uitgave van het album Keith Emerson Band featuring Marc Bonilla. De muziek voert terug op de succestijden van Emerson, Lake & Palmer, maar is wat gemoderniseerd. De gitaar heeft een wat grotere rol gekregen, maar de hammondorgel- en synthesizergeluiden zijn onmiskenbaar van Emerson. Voor het programmeren van de diverse toetsinstrumenten werd de hulp ingeroepen van Steve Porcaro. Het overgrote deel van het album wordt in beslag genomen door The House of Ocean Born Mary, een muzikale vertaling van een spookverhaal van Marion Lowndes . Prelude to a hope vertoont gelijkenis met Gymnopedie nr. 1 van Erik Satie.

## Musici
- Keith Emerson – toetsinstrumenten
- Marc Bonilla – gitaar, zang, basgitaar, Reaktor en harmonica
- Gregg Bissonette – slagwerk
- Bob Birch – basgitaar

met hulp van
- Travis Davis – basgitaar op The Parting, achtergrondzang
- Joe Travers – slagwerk op The Art of Falling Down
- Keith Weichsler – mondharp op Gametime
- Nathanial Bonilla – blokfluit op The Parting

## Composities
Allen van Emerson behalve waar aangegeven:
1. The House of Ocean Born Mary:
  1. Ignition (1:42),
  2. 1st Presence (:37),
  3. Last Horizon (2:33),
  4. Miles Away Pt 1 (1:55),
  5. Miles Away Pt 2 (2:16),
  6. Crusaders Cross (1:14),
  7. Fugue (0:37),
  8. 2nd Presence (0:19),
  9. Marche Train (6:13), (Emerson + Bonilla)
  10. Blue Inferno (1:12),
  11. 3rd Presence (1:08),
  12. Prelude to a Hope (2:24),
  13. A Place to Hide (4:26), (Bonilla)
  14. Miles Away Pt 3 (2:31),(Bonilla)
  15. Finale (5:57); (Emerson + Bonilla)
2. The Art of Falling Down (3:30),
3. Malambo from "Estancia Suite" (5:33) (Alberto Ginastera)
4. Gametime (2:40),
5. The Parting (4:45)

Het album kwam uit in diverse versies, al dan niet met een dvd (Japans) of bonustrack The Barbarian.